# Эйвери Кристи
Эйвери Кристи (англ. Avery Cristy; род. 10 февраля 2000, Дейтон, Огайо) — американская порноактриса и эротическая фотомодель.

## Биография
После окончания старшей школы в мае 2018 года работала помощницей медсестры, хостес, а также в течение пяти месяцев в ресторане быстрого питания. Осенью 2019 года была найдена через социальную сеть координатором агентства талантов World Modeling Мэттом Морджией (Matt Morgia), который и предложил ей карьеру порноактрисы. Дебютировала в индустрии для взрослых в октябре 2019 года в возрасте 19 лет.
Наиболее часто снимается для брендов и студий Vixen Media Group, но также участвует в съёмках для студий Amateur Allure, Digital Sin, Naughty America, Nubiles, TeamSkeet и других. Также принимает участие в рекламных кампаниях Vixen Media Group.
В 2020 году появилась на обложках двух порножурналов компании Larry Flynt Publications: майско-июньского Hustler’s Taboo и июльского Barely Legal.
К 38-й церемонии награждения AVN Awards, которая прошла в январе 2021 года, Кристи была избрана одной из Trophy Girls. На этой же церемонии была награждена премией в составе группы актрис, появившихся в ролях камео в музыкальной видеоклипе G-Eazy «Still Be Friends».
В мае 2021 года Кристи была избрана Ангелом Vixen. В октябре 2021 года стала обладательницей премии XRCO Award в категории «Новая старлетка года». В январе 2022 года Кристи получила премию AVN Awards в категории «Лучшая сцена триолизма».
На сегодняшний день снялась в 50 сценах.

## Награды и номинации
| Год  | Награда          | Результат | Категория | Фильм                                             |
| ---- | ---------------- | --------- | --- | ------------------------------------------------- |
| 2021 | AVN Award        | Номинация | Лучшая новая старлетка | н/д                                               |
| 2021 | AVN Award        | Номинация | Лучшая сцена секса парень/девушка в иностранном фильме (вместе с Альберто Бланко) | Pure Excitement (из Natural Beauties 13)          |
| 2021 | AVN Award        | Победа    | Мейнстрим-предприятие года (вместе с Айви Вульф, Алиной Лопес, Арианой Мари, Вики Чейз, Габби Картер, Кирой Нуар, Мией Малковой, Мией Мелано, Нией Наччи, Серай Минкс, Сесилией Лайон, Скарлит Скандал, Скин Даймонд, Эми Майли и Эмили Уиллис) | Still Be Friends/Moana (музыкальные видео G-Eazy) |
| 2021 | AVN Award        | Номинация | Награда поклонников: самый горячий новичок | н/д                                               |
| 2021 | NightMoves Award | Номинация | Лучшая новая старлетка | н/д                                               |
| 2021 | XCritic Award    | Номинация | Лучшая лесбийская сцена (вместе с Кензи Энн) | Defiance                                          |
| 2021 | XRCO Award       | Победа    | Новая старлетка года | н/д                                               |
| 2022 | AVN Award        | Номинация | Исполнительница года | н/д                                               |
| 2022 | AVN Award        | Номинация | Лучшая сцена секса парень/девушка (вместе с Мануэлем Феррарой) | Reason (из Good Girls)                            |
| 2022 | AVN Award        | Победа    | Лучшая сцена триолизма (вместе с Ванной Бардо и Оливером Флинном) | Another Person                                    |
| 2022 | XBIZ Award       | Номинация | Лучшая сцена секса — виньетка (вместе с Мануэлем Феррарой) | Good Girls                                        |
| 2022 | XRCO Award       | Номинация | Любимица года | н/д                                               |
| 2023 | AVN Award        | Номинация | Лучшая лесбийская групповая сцена (вместе с Джианной Диор, Рейной Рэй, Септембер Рейн и Спенсер Брэдли) | Arabesque (из Physical)                           |
| 2023 | AVN Award        | Номинация | Лучшая роль без секса | Pulp Friction (из Impulse 2)                      |
| 2023 | XBIZ Award       | Номинация | Лучшая сцена секса — только девушки (вместе с Аидрой Фокс) | Stream                                            |
| 2023 | XRCO Award       | Номинация | Любимица года | н/д                                               |
| 2024 | AVN Award        | Номинация | Лучшая ведущая актриса | The View                                          |
| 2024 | XBIZ Award       | Номинация | Лучшая сцена секса — полнометражный фильм (вместе с Антоном Харденом) | The View                                          |
| 2024 | XRCO Award       | Номинация | Лучшая актриса | The View                                          |

## Избранная фильмография
- 2020 — Anal Angels
- 2020 — Anal Beauty 14
- 2020 — Blacked Raw V29
- 2020 — Cum Eating Cuckolds 46: The Wife Next Door
- 2020 — Natural Beauties 13
- 2020 — Swallowed 36
- 2020 — Teen and So Tight POV
- 2020 — Teen POV Fantasies
- 2020 — Threesome Fantasies 8
- 2021 — Vibes 3